# Gyrophyllum hirondellei
Gyrophyllum hirondellei is een Pennatulaceasoort uit de familie van de Pennatulidae. De wetenschappelijke naam van de soort is voor het eerst geldig gepubliceerd in 1891 door Studer.